# Магнолия кобус
Магнолия кобус, лат. Magnolia kobus (яп. 辛夷 кобуси) — вид цветковых растений, входящий в род Магнолия (Magnolia) семейства Магнолиевые (Magnoliaceae).
Интродуцирована в 1865 году. Является одним из наиболее холодостойких видов магнолий.

## Распространение и экология
В природе ареал вида охватывает Японию и Корею.
Произрастает по склонам холмов, вдоль рек, иногда на низких заболоченных участках в сообществе с ясенем маньчжурским (Fraxinus mandshurica) и магнолией обратнояйцевидной (Magnolia obovata). Крупных размеров достигает в лесах острова Хоккайдо.

## Ботаническое описание
Листопадное дерево высотой 25—30 м, иногда растущее кустообразно, в молодости с узкопирамидальной, при плодоношении с округло-шатровидной кроной. Ствол диаметром 60—70 см, с грубой, слегка бороздчатой, тёмно-бурой, коричневой или серебристо-серой корой. Молодые ветви жёлто-зелёные, покрыты мелкими волосками. Побеги голые, оливково-коричневые, с редкими коричнево-красными чечевичками.
Ростовые почки яйцевидно-удлинённые, длиной 1,2 см, диаметром 0,3 см, коротко опушённые; цветочные почки яйцевидные, у вершины усечённые, длиной 2,5 см, диаметром 1—1,5 см, длинно мягко прижато опушённые. Листья широкообратнояйцевидные, длиной 10—12 см, шириной 4—6 см, на вершине внезапно коротко заострённые, с клиновидным основанием, сверху интенсивно, снизу бледно-зелёные, сперва снизу опушённые, затем с обеих сторон голые, или снизу по жилкам опушённые. Черешок тонкий, длиной до 2,5 см.
Цветки ароматные, молочно-белые, диаметром 10—12.5 см; долей околоцветника 9, из них наружные зеленоватые, яйцевидно-удлинённые, длиной 1—1,5 см, шириной 0,5 см, быстро опадающие, внутренние удлинённо-обратнояйцевидные, длиной 6 см, шириной 3 см, с внутренней стороны белые, с наружной — с тонкой розоватой полоской. Цвести начинает через несколько лет, возраст расцвета — между 10 и 30 годами.
Плод — цилиндрическая сборная листовка длиной 8—12 см, сперва имеет зелёный цвет, позднее принимает красно-коричневую окраску, с солнечной стороны ярко-малиновая. Семена покрыты красной оболочкой.
Цветение в апреле — мае, до появления листьев. Плодоношение в сентябре — октябре.
Число хромосом составляет 2n=38.
|                                       |  |  |
| Слева направо: Листья, цветок и плод. |  |  |

## Классификация

### Таксономия
Вид Магнолия Кобуси входит в род Магнолия (Magnolia) подсемейства Магнолиевые (Magnolioideae) семейства Магнолиевые (Magnoliaceae) порядка Магнолиецветные (Magnoliales).
|  |                                      |  |                                                             |                                                             |                       |  | ещё 5 семейств (согласно Системе APG II) | ещё 5 семейств (согласно Системе APG II)               |                                                        |  |  |  | род Манглиетия | род Манглиетия      |  |  |
|  |                                      |  |                                                             |                                                             |                       |  | ещё 5 семейств (согласно Системе APG II) | ещё 5 семейств (согласно Системе APG II)               |                                                        |  |  |  | род Манглиетия | род Манглиетия      |  |  |
|  |                                      |  |                                                             | порядок Магнолиецветные                                     |                       |  |                                          |                                                        | подсемейство Магнолиевые                               |  |  |  |                | вид Магнолия Кобуси |  |  |
|  |                                      |  |                                                             | порядок Магнолиецветные                                     |                       |  |                                          |                                                        | подсемейство Магнолиевые                               |  |  |  |                | вид Магнолия Кобуси |  |  |
|  | отдел Цветковые, или Покрытосеменные |  |                                                             |                                                             | семейство Магнолиевые |  |                                          |                                                        | род Магнолия                                           |  |  |  |                |                     |  |  |
|  | отдел Цветковые, или Покрытосеменные |  |                                                             |                                                             |                       |  |                                          |                                                        |                                                        |  |  |  |                |                     |  |  |
|  |                                      |  | ещё 44 порядка цветковых растений (согласно Системе APG II) | ещё 44 порядка цветковых растений (согласно Системе APG II) |                       |  |                                          | подсемейство Liriodendroidae (согласно Системе APG II) | подсемейство Liriodendroidae (согласно Системе APG II) |  |  |  | ещё 239 видов  |                     |  |  |
|  |                                      |  |                                                             | ещё 44 порядка цветковых растений (согласно Системе APG II) |                       |  |                                          |                                                        | подсемейство Liriodendroidae (согласно Системе APG II) |  |  |  |                |                     |  |  |

### Сорта
Некоторые известные сорта:
- 'Бореалис' — зимнестойкий, быстрорастущий, крупные цветки. Произрастает на севере Японии.
- 'Фастигиата' — медленнорастущий и колоннообразный
- 'Норман Гоулд' — амфидиплоидная форма, крупные цветки, толстые лепестки.